# Jackson Brodie, détective privé
Pour les articles homonymes, voir Brodie.
Jackson Brodie, détective privé (Case Histories) est une série télévisée britannique en six épisodes de 60 minutes et trois épisodes de 90 minutes, diffusée entre le 5 juin 2011 et le 2 juin 2013 sur la chaîne BBC One. Elle est adaptée des romans policiers de Kate Atkinson et se déroule à Édimbourg (où elle est également tournée).
Elle est diffusée aux États-Unis sur la chaîne PBS depuis octobre 2011, et en France à partir du 20 janvier 2013 sur France 3.

## Synopsis
Jackson Brodie est un ancien policier reconverti en détective privé.

## Distribution
- Jason Isaacs (VF : Thierry Buisson) : Jackson Brodie
- Amanda Abbington (VF : Marie Giraudon) : DI Louise Munroe
- Zawe Ashton : Deborah Arnold
- Millie Innes (en) : Marlee Brodie
- Kirsty Mitchell : Josie Brodie
- Maarten Stevenson : Archie Munroe
- Edward Corrie (VF : Benjamin Gasquet) : Marcus Stewart (saison 1)
- Natasha Little (VF : Hélène Chanson) : Julia Land (1.01 à 04)
- Fenella Woolgar (VF : Armelle Gallaud) : Amelia Land (1.01 et 02)
- Sylvia Syms : Binky Rain (1.01 et 02)
- Adam Godley (VF : Éric Legrand) : Martin Canning (1.03 et 04)
- Keith Allen : Richard Moat (1.03 et 04)
- Gwyneth Keyworth (en) : Reggie (1.05 et 06)
- Neve McIntosh (VF : Catherine Artigala) : Joanna Hunter (1.05 et 06)
- Tom Goodman-Hill : Neil Hunter (1.05 et 06)
- Rose Leslie : Laura Wyre
- Phil Davis : M. Wyre (père de Laura)

 Source et légende : version française (VF) sur RS Doublage

## Épisodes

### Première saison (2011)
1. La Souris bleue, première partie (Case Histories: Part One) (d'après La Souris bleue)
2. La Souris bleue, deuxième partie (Case Histories: Part Two)
3. Les choses s'arrangent mais ça ne va pas mieux, première partie (One Good Turn: Part One) (d'après Les choses s'arrangent mais ça ne va pas mieux)
4. Les choses s'arrangent mais ça ne va pas mieux, deuxième partie (One Good Turn: Part Two)
5. À quand les bonnes nouvelles ?, première partie (When Will There Be Good News?: Part One) (d'après À quand les bonnes nouvelles ?)
6. À quand les bonnes nouvelles ?, deuxième partie (When Will There Be Good News?: Part Two)

### Deuxième saison (2013)
1. Parti tôt, pris mon chien (Started Early, Took My Dog) (d'après Started Early, Took My Dog)
2. Le Mal-aimé (Nobody's Darling)
3. Jackson et les Femmes (Jackson and the Woman)

## Distinctions

### Nominations
- International Emmy Awards 2012 : meilleure performance d'acteur pour Jason Isaacs